# Lokia
Lokia là một chi chuồn chuồn ngô thuộc họ Libellulidae. Nó gồm các loài:
- Lokia coryndoni